# آبائته لینهاس آئریاس
آبائته لینهاس آئریاس (به انگلیسی: Abaeté Linhas Aéreas) یک شرکت هواپیمایی است که در تاریخ ۱۹۹۴ میلادی تأسیس شده است.
دفتر مرکزی آبائته لینهاس آئریاس در برزیل واقع شده‌است و به ۳ مقصد، پرواز مستقیم انجام می‌دهد.

## مقصدهای پروازی
- Bom Jesus da Lapa – فرودگاه بوم ژزوز دا لاپا
- Guanambi – فرودگاه گوآنامبی
- سالوادور – فرودگاه بین‌المللی دپوتادو لوئیس ادواردو مگاهاس